# IC 1676
IC 1676 је спирална галаксија у сазвјежђу Рибе која се налази на листи објеката дубоког неба у Индекс каталогу.
Деклинација објекта је + 30° 15' 36" а ректасцензија 1h 20m 58,5s. Привидна величина (магнитуда) објекта IC 1676 износи 14,6 а фотографска магнитуда 15,4. IC 1676 је још познат и под ознакама CGCG 502-41, NPM1G +29.0051, PGC 4871.